# Maison haute d'Ornex
La maison haute d'Ornex, appelée également tour d'Ornex, est un bâtiment situé au 81 rue de la Tour à Ornex, en France. Il est inscrit au titre des monuments historiques depuis mars 2014. Elle a été construite entre 1415 et 1450.

## Histoire
La tour est édifiée au début du XVe siècle par la famille de Sergier (ou de Sergy), vidomnes de Prévessin de père en fils et résidant à Ornex. Elle passe plus tard à la famille de Vibert (ou Vibert tout court), greffiers de justice durant plusieurs générations. Un petit hameau s'est alors constitué autour de la maison forte. 
Durant la Seconde Guerre mondiale, le bâtiment est parfois utilisé comme prison par les Allemands qui occupent le Pays de Gex.
La propriété est achetée en mai 2011 par un notaire gexois, Maxime Grenier, et son épouse. Ceux-ci entreprennent de la restaurer en lien avec les architectes des bâtiments de France. La façade est rénovée, puis la réfection de la toiture s'achève avec la pose du nouveau toit de la tour le 16 février 2018.

## Description
La maison haute d'Ornex est implantée à proximité de la route reliant Gex à Genève ; elle n'est toutefois pas visible depuis celle-ci, car ses dimensions sont modestes.
La bâtisse est une simple maison forte dépourvue de système de défense. Le bâtiment a été construit autour d'une tour centrale dont la section quasiment carrée est parfois qualifiée de pentagonale parce que sa face sud-est présente un coude en son milieu situé dans l'axe du faîtage de la toiture principale. Il a été ultérieurement flanqué d'une grange.
Le rez-de-chaussée, qui abritait la réserve d'eau, était dévolu à la cuisine. L'étage, auquel on accède par un escalier à vis, accueille la pièce de réception qui possède des poutres sculptées et un plafond à caisson.